# Glide
Glide ist eine von 3dfx eingeführte Grafikschnittstelle für Voodoo-Grafikkarten, die vor allem aufgrund ihrer einfachen Einbindung schnell Verbreitung fand. Glide wurde Mitte der 1990er Jahre bekannt, da es für Computersysteme damals nur das im September 1995 neu eingeführte und von Computerspielen in den ersten Jahren kaum unterstützte DirectX und die für komplexe CAD-Systeme bekannte OpenGL-Schnittstelle gab. Glide bot damals einen schnellen, sehr sauberen Treibercode, welcher von einer großen Fangemeinde sehr geschätzt wurde.
Die Schnittstelle konnte sich allerdings aufgrund der Beschränkung auf 3dfx-Hardware auf Dauer nicht durchsetzen, die im Dezember 2000 erfolgte Übernahme von 3dfx durch den Konkurrenten Nvidia bedeutete das Ende der Fortentwicklung und Produktion von Grafikkarten mit Glide-Unterstützung. Um alte Spiele mit 3dfx-Unterstützung auch ohne eine entsprechende Grafikkarte spielen zu können, entstanden einige  „Glide Wrapper“ Projekte z. B. Openglide für Windows und Glidos für MS-DOS. Openglide bildet die Glide-Befehle auf OpenGL ab und simuliert auf OpenGL-fähigen Karten damit eine 3dfx-Karte. Openglide lässt sich auch unter Wine einsetzen. Mittlerweile sind auch andere Glide-Wrapper erschienen, die umfangreiche Einstellungsmöglichkeiten bieten.